# 依內克斯
依內克斯（inex）是10,571.95日（大約29年少20日）的交食週期。這個週期在1901年首度被克羅梅林（Crommelin）提出，但在大約半個世紀之後才經由G·范登伯格的研究被命名為依內克斯。有人認為喜帕恰斯已經知道這個週期。通常，在一個沙羅序列結束之後，會接續一個依內克斯週期，然後才開始新的沙羅序列。
它相當於：
- 358朔望月
- 388.50011交點月
- 30.50011食年
- 383.67351 近點月

30.5食年的週期意味著依內克斯週期的日食（或月食）是發生在月球軌道與地球軌道的另一個交點上的朔（或望），並且在這種對應的情況下發生日食（或月食）。
不同於沙羅週期，依內克斯週期不是近點月的整數倍，所以相關連的食在外觀和特性上都沒有相似性。殘餘的0.67351接近於三分之二的數值，所以每的隔三次的食會在橢圓軌道上相近的位置，因此月球有著相同的視直徑，所以每經過三個週期（87年少2個月）的日食（全食與環食）性質會再重複，被稱為三合食（triads）。 
雖然依內克斯序列比沙羅序列長得多，但它可能會間斷：在序列開頭和結尾的食可能不會發生。然而一旦開始，依內克斯序列會很穩定的運行數千年。
依內克斯週期也接近整數日（10,571.95，只差了70分鐘），所以平均來說日食會發生在相同的地理緯度上，但是月球在軌道上不同點的公轉速度變化掩蓋掉了這種關係。另外，因為日食發生在相對的節點上，所以地理緯度是在相對的南北半球上。相較之下，沙羅週期（6585又⅓日）比較容易了解，它的⅓日只是讓經度改變了120度（因為在相同的節點，地理緯度幾乎沒有變化）。
依內克斯週期的意義不在預測日月食，而在組織日食和月食：任何食的週期，以及任何兩次日食或月食，之間的間隔可以表示為沙羅和依內克斯間隔的組合。同時，當沙羅序列已經終止，則通常會接續一個依內克斯週期，然後新的沙羅序列才會開始第一次的食。這個間隔29年，接續進場和退場（incoming和exiting）的沙羅序列，是這個週期名稱的由來。

## 日食的部分依內克斯系列示例
這次食是屬於長週期的，每358交點月重複在另一個交點上的依內克斯循環的一部分（～10591.95日或29年少20日）。它們因為與近點月（近點週期）缺乏同步，在外觀和經度上不易觀察出規律性。然而每間隔3個依內克斯週期（87年少2個月，1,151.02個近點月）的食則非常相似。
在1901年至2100年的溪內克斯序列：
| 1904年9月9日 （133沙羅序列）  | 1933年8月21日 （134沙羅序列） | 1962年7月31日 （135沙羅序列） |
| 1991年7月11日 （136沙羅序列） | 2020年6月21日 （137沙羅序列） | 2049年5月31日 （138沙羅序列） |
| 2078年5月11日 （139沙羅序列） |                               |                               |

## 日食的沙羅-依內克斯全景
Luca Quaglia和John Tilley曾經製做了沙羅-依內克斯的全景圖，它呈現了從-11,000至+15,000年，總共61,775次的日食。
在圖中的每一個縱列是一個完整的沙羅序列，它們平順的從偏食開始，經歷全食（包括環食與全環食），再以偏食退出。依內克斯序列則在橫列中一一展開。
每個依內克斯序列的形式和生命期的變化都不簡單，因為在很長的週期中這些都會變化：會合週期、交點、近點月。
|  |

## 月食的沙羅-依內克斯全景
月食也可以繪製出相似的圖表，這張圖涵蓋AD1000年至AD2500年。對角線上的黃色區塊是1900-2100年所有的月食。這張圖片可以立刻說明和比較1900-2100年與相鄰世紀的月全食的平均數目。

## 註解
1. ↑  .   [2015-12-16]. （原始内容存档于2015-04-02）.
2. ↑  .   [2009-12-03]. （原始内容存档于2021-04-17）.